# Isfield
Isfield est une paroisse civile et un village du Sussex de l'Est, en Angleterre.